# Dan Groshong
Daniel J. Groshong (* 1962; † 12. August 2017 in Laclubar, Osttimor) war ein US-amerikanischer Journalist und Fotograf aus Oregon. Er wuchs in Wilsonville auf.

## Werdegang
Mit sieben Jahren erhielt Groshong von seiner Mutter seine erste Kamera, eine Kodak 126. Die fünf Filme, die dabei waren, verschoss er im San Diego Zoo bereits vor dem Eingang bei einem Flamingo. Nach einer Ausbildung beim Kurator für Fotografie im Portland Art Museum erhielt Groshong einen Bachelor in Fine Arts am San Francisco Art Institute.
Ab 1986 arbeitete Groshong als professioneller Fotograf und war für Reportagen in Afrika, Asien und Lateinamerika. Seine Fotos wurden in zahlreichen Magazinen veröffentlicht, wie zum Beispiel Paris Match und Penthouse. Seine ersten Arbeiten machte er für Greenpeace. Weitere entstanden bei den Olympischen Winterspielen 1992 in Albertville, der Expo 92 in Sevilla, den Olympischen Sommerspielen 1992 in Barcelona, der Gerichtsverhandlung gegen O. J. Simpson, dem Super Bowl und drei Oscarverleihungen. Sechs Monate fotografierte er bei der gefürchtetsten Straßengang im Osten von Los Angeles. Außerdem berichtete er aus Krisenregionen, wie Somalia, Chiapas, Jakarta, Kaschmir, von der Terrorbewegung Abu Sajaf in den Philippinen und dem Krieg in Afghanistan 2001–2021.
Groshong fotografierte 1999 im Umfeld des Unabhängigkeitsreferendums in Osttimor. Als es nach der Bekanntgabe des Ergebnisses zu einer Gewaltwelle kam, musste Groshong sich im leeren Hotel unter seinem Bett verstecken, während draußen die pro-indonesischen Milizen und Sicherheitskräfte auf die Menschen schossen. 2001 kehrte er nach Osttimor zurück und beobachtete die Bildung der Verfassunggebenden Versammlung. Einen Monat lang bereiste Groshong das Land mit einem Motorrad.
Nach einer dreimonatigen Reportage und der Geburt seines ersten Kindes zog Groshong mit Frau und Sohn 2003 in Osttimors Hauptstadt Dili. Mit Unterstützung der USAID gründete er ein Institut für Fotografie. 2003 zog die Familie, nun mit zwei Kindern, nach Hongkong um. Groshong veröffentlichte Fotobücher zum Tauchen in Osttimor und über die vom Tsunami 2004 getroffenen Gebiete von Thailand. 2006 veröffentlichte Groshong den Bildband Timor-Leste: Land of Discovery (ISBN 978-9889876401). Das Buch enthält auch Beiträge von Xanana Gusmão, José Ramos-Horta, Kofi Annan und Bill Clinton. Gusmão trug das Gedicht „Oh! Freedom!“ bei, das er in seiner indonesischen Gefangenschaft verfasst hatte. Während der Unruhen in Osttimor 2006 vwar Groshong wieder im Land.
Groshong war Gründer der Hummingfish Foundation (THF) aus Hongkong. Ihr Ziel ist die Förderung eines nachhaltigen, gemeindebasierten Natur- und Kulturtourismus und einen Mehrwert für die unberührten Naturräume der Erde zu schaffen.
Im August 2017 kam Groshong zusammen mit dem osttimoresischen Generaldirektor für Tourismus, Aquilino Santos Caeiro, und der Niederländerin Ruth Klaasje bei einem Unfall in Osttimor ums Leben. Ein Baum fiel auf den Geländewagen, als dieser vorbeifuhr, und tötete die drei Insassen sofort. Zwei weitere überlebten mit Halsverletzungen. Sie waren für die Foundation auf dem Weg zu einer Kaffeeplantage in Laclubar. Groshong wurde auf dem Friedhof von Becusi beigesetzt.